# 林为林
林为林（1964年—），浙江绍兴人，中国昆剧表演艺术家，一级演员，浙江昆剧团团长，浙江省戏剧家协会副主席，中国戏剧梅花奖二度梅获得者。